# Elite One 1994
Il campionato era formato da sedici squadre e l'Aigle Nkongsamba vinse il titolo.

## Classifica finale
| Pos. | Squadra            | G  | V  | N  | P  | GF | GS | Punti |
| ---- | ------------------ | -- | -- | -- | -- | -- | -- | ----- |
| 1    | Aigle Nkongsamba   | 30 | 17 | 8  | 5  | 45 | 26 | 42    |
| 2    | Cotonsport Garoua  | 30 | 16 | 6  | 8  | 44 | 23 | 38    |
| 3    | Union Douala       | 30 | 12 | 12 | 6  | 38 | 28 | 36    |
| 4    | Prévoyance Yaoundé | 30 | 10 | 15 | 5  | 34 | 22 | 35    |
| 5    | Racing Bafoussam   | 30 | 11 | 13 | 6  | 38 | 24 | 35    |
| 6    | Unisport Bafang    | 30 | 12 | 11 | 7  | 39 | 25 | 35    |
| 7    | Canon Yaoundé      | 30 | 11 | 14 | 5  | 38 | 29 | 34    |
| 8    | Tonnerre Yaoundé   | 30 | 9  | 13 | 8  | 30 | 27 | 31    |
| 9    | Ocean Kribi        | 30 | 10 | 8  | 12 | 24 | 36 | 28    |
| 10   | Fovu Baham         | 30 | 7  | 14 | 9  | 23 | 24 | 28    |
| 11   | Vautour Dschang    | 30 | 8  | 11 | 11 | 28 | 34 | 27    |
| 12   | Panthère Bangangté | 30 | 10 | 7  | 13 | 19 | 29 | 27    |
| 13   | Léopards Douala    | 30 | 7  | 11 | 12 | 23 | 25 | 25    |
| 14   | Caïman Douala      | 30 | 9  | 9  | 12 | 27 | 43 | 25    |
| 15   | Abong Mbang        | 30 | 5  | 9  | 16 | 24 | 41 | 19    |
| 16   | PWD Kumba          | 30 | 3  | 5  | 22 | 21 | 69 | 7     |